# Thịt hun khói

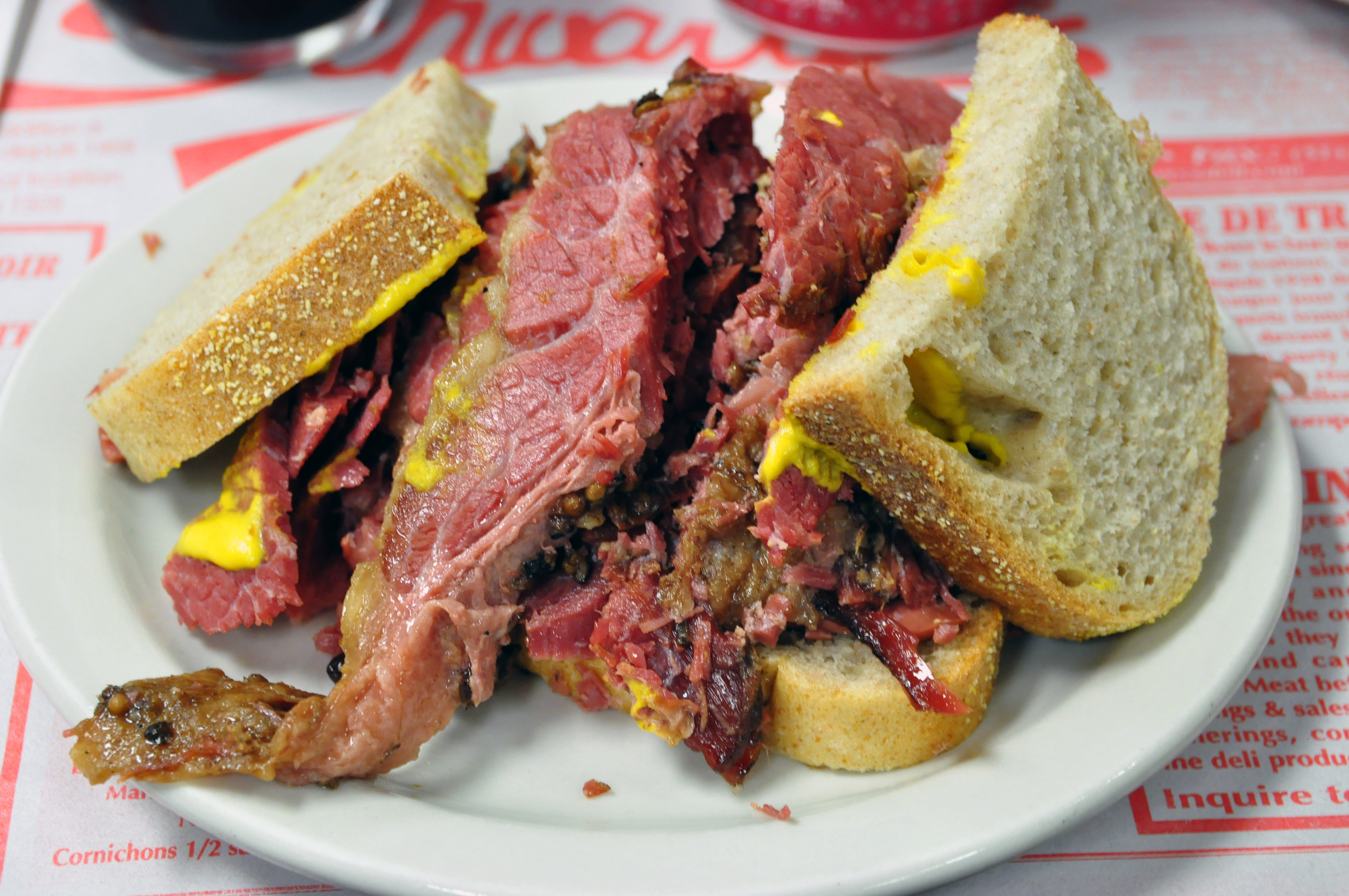
Thịt hun khói trong một dĩa thức ăn với hai lát bánh mì

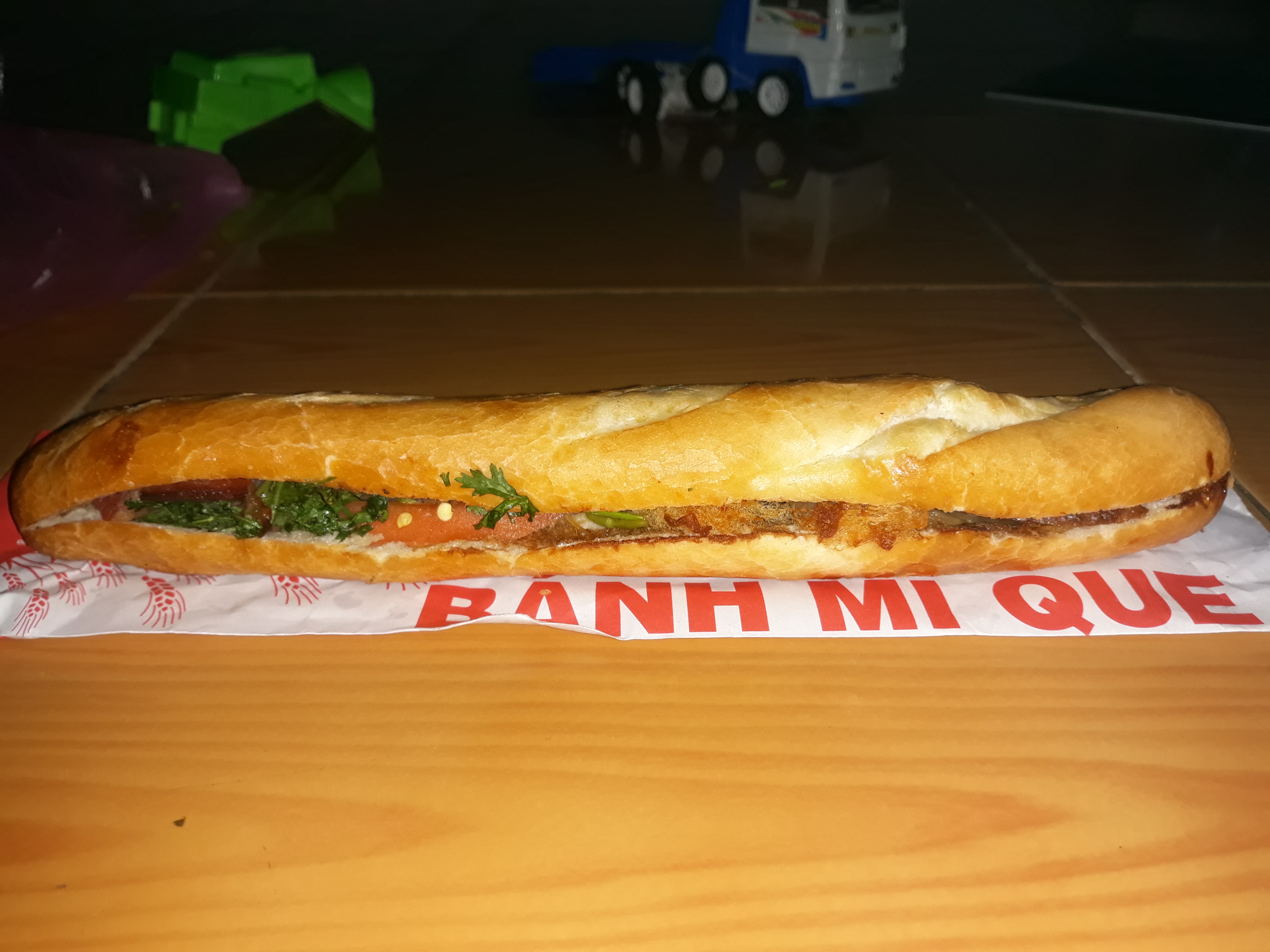
Bánh mì que với nhân thịt hun khói ở Việt Nam

Thịt hun khói (Smoked meat) hay thịt xông khói hay thịt muối xông khói là một món thịt được chê biến sẵn với nguyên liệu từ thịt động vật và được chế biến bằng phương pháp xông khói hay hun khói, đây cũng là một phương pháp bảo quản thực phẩm bằng cách làm khô miếng thịt để giữ được lâu hơn. Đây là loại thực phẩm thông dụng ở châu Âu và là một món ăn phổ biến ở châu Âu và châu Mỹ ngày nay.

## Giá trị

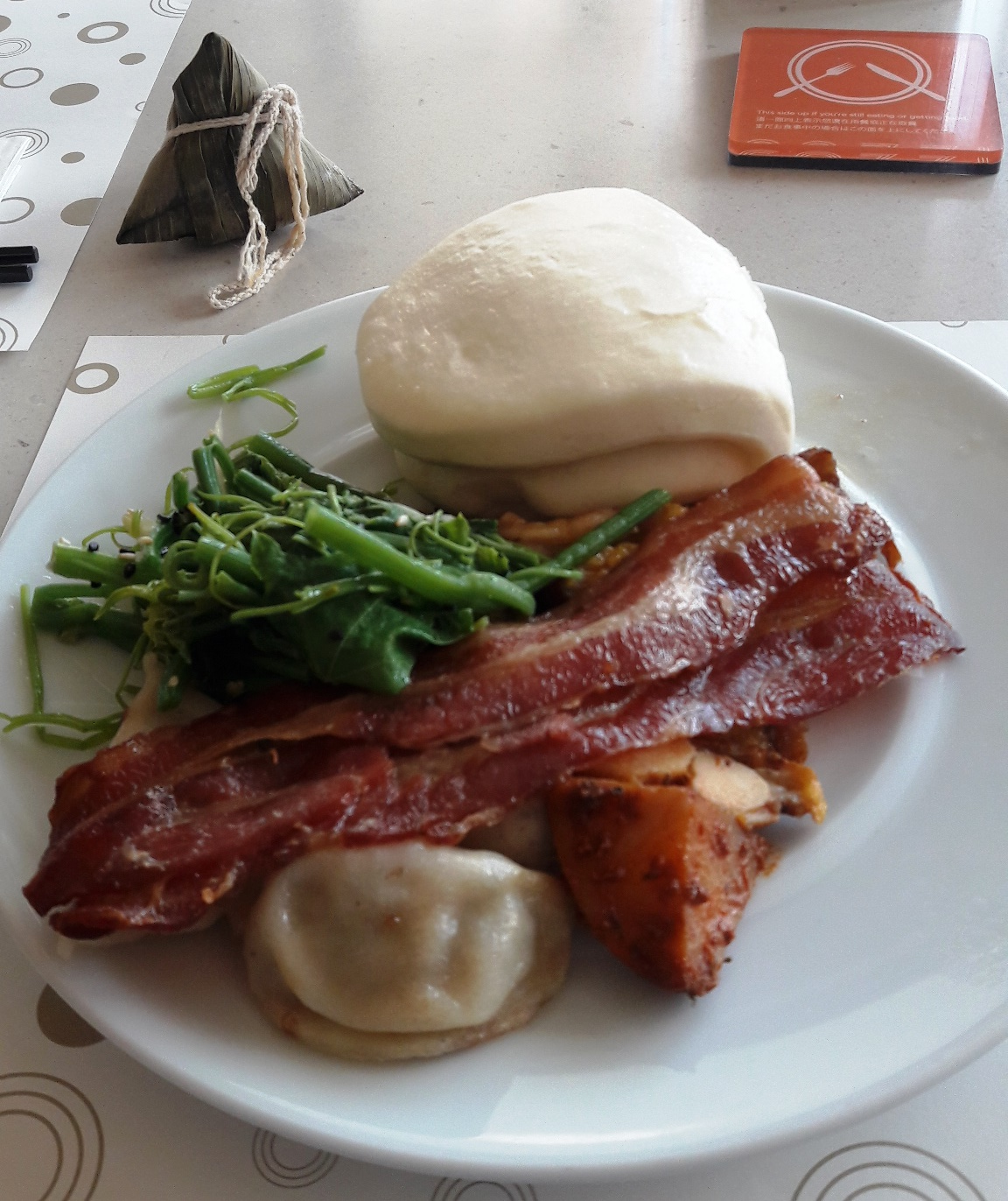
Thịt xông khói trong một bữa ăn sáng

Thịt hun khói là loại thực phẩm giàu chất dinh dưỡng. Thịt hun khói có màu đỏ tươi và có thể có nhiều kích cỡ, thịt phải bao gồm cả da heo dính kèm, khi chế biến có thể ướp thêm muối. Ở Việt Nam, thịt hun khói thường được dùng làm thức ăn kẹp vào bánh mì hoặc bánh Sandwich và dùng cho bữa ăn sáng.
Thịt xông khói là một trong những loại thịt giàu chất dinh dưỡng nhất, với hàm lượng vitamin, khoáng chất bao gồm: B6, B12, niacin, thiamine, riboflavin, sắt, magnesi, kali và kẽm đều ở mức khá cao. Việc thêm thịt xông khói vào thực đơn trong một đến hai bữa ăn mỗi tuần có lợi cho sức khỏe. Đặc biệt, với những người không ăn cá, thịt xông khói chính là nguồn thực phẩm thay thế lý tưởng nhất để cung cấp axit béo omega 3.

## Khuyến cáo

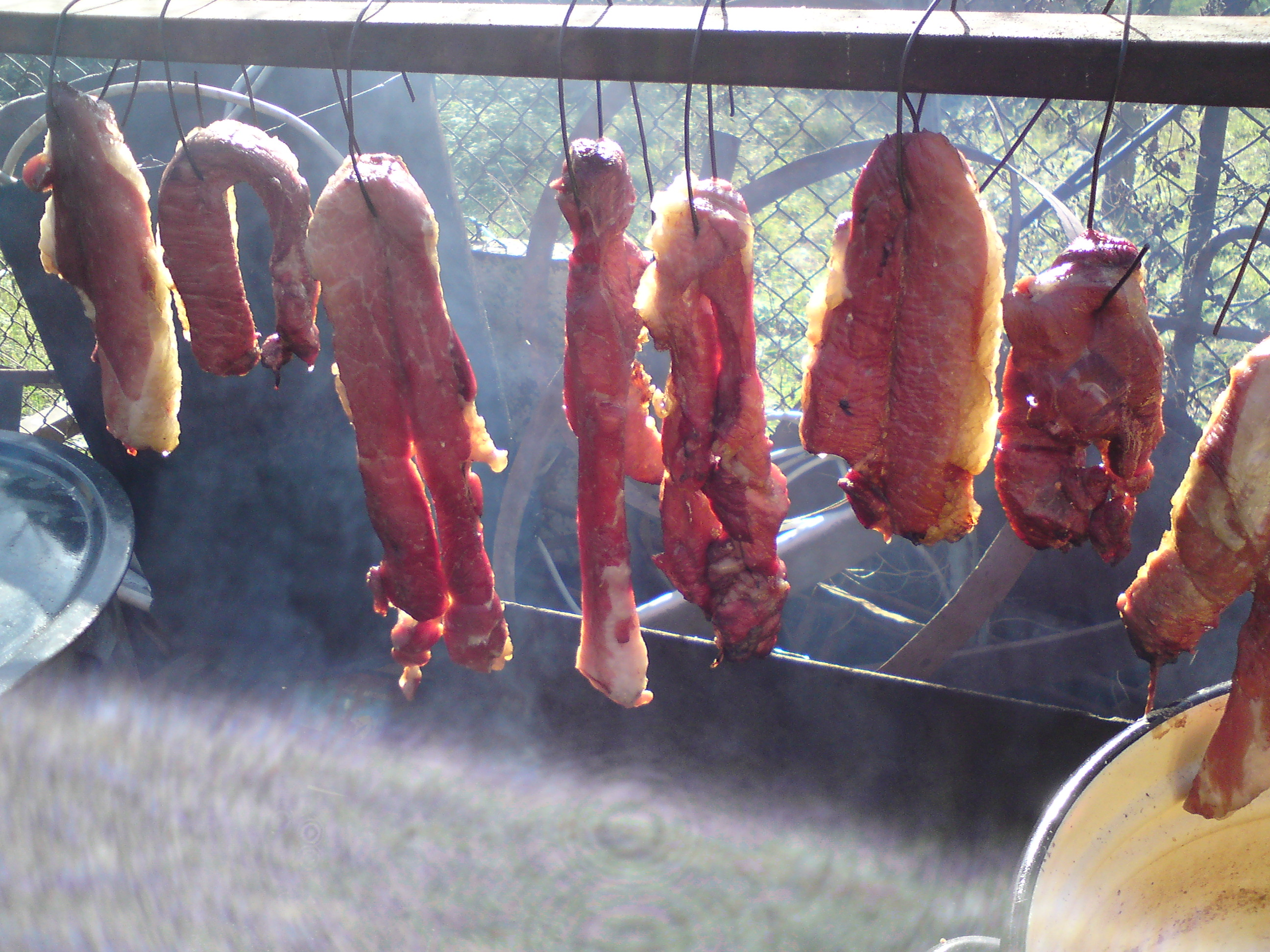
Thịt hun khói nếu chế biến không đảm bảo có thể nguy hại cho sức khỏe

Ngoài những lợi ích bổ dưỡng mà thịt xông khói đem lại thì cũng có ý kiến cho rằng nếu ăn quá nhiều loại thịt này thì cũng có ảnh hưởng đến sức khỏe, những người ăn loại thực phẩm này ít nhất 14 lần trong 1 tháng thì dễ bị mắc chứng bệnh COPD (chronic obstructive pulmonary disease - bệnh phổi tắc nghẽn mạn tính) nguyên nhân chủ yếu là do chất nitrit (NO2) có trong thành phần của thịt vì một số người chế biến thường cho NO2 vào thịt với nồng độ cao để bảo quản, ngăn ngừa các loại vi khuẩn gây bệnh và giữ màu cho thịt.
Một ý kiến cho rằng nếu ăn 2 lát lớn thịt hun khói hàng ngày có thể làm tăng 19% nguy cơ ung thư tuyến tụy. Hay chỉ cần ăn 50g thịt xông khói mỗi ngày, tương đương với một cái xúc xích hoặc hai khoanh mỏng jambon có thể làm tăng nguy cơ mắc ung thư tuyến tụy lên đến 20%. Tuy nhiên có ý kiến cho rằng, thịt xông khói không phải là thực phẩm độc hại nếu ăn một cách điều độ.
Các loại thịt được nướng chín ở nhiệt độ cao có thể chứa nhiều chất độc hại gây hại đến sức khỏe con người, thậm chí gây ung thư thận. Các đồ nướng trên than ở nhiệt độ 500-600 độ C, mỡ nhỏ giọt xuống than hồng bốc cháy tạo ra các phân tử hydrocarbure thơm đa vòng (AHA) có thể gây ung thư, quá trình chế biến những loại thịt như thịt nướng, thịt rán, thịt quay,… có thể tạo ra carcinogen - một chất khá phổ biến có trong khói thuốc lá và nó cũng là loại hóa chất làm gia tăng nguy cơ mắc bệnh ung thư nói chung và ung thư tuyến tụy nói riêng. Chất lượng thịt không được đảm bảo, thứ hai khi thịt nướng ở nhiệt độ quá cao (500- 600 độ C) sẽ tạo ra các chất độc mà người ta gọi là các chất tiền sinh ung thư. Nếu tiêu thụ kéo dài và lặp đi lặp lại sẽ gây ảnh hưởng trực tiếp đến gan, thận, dạ dày, huyết học sẽ làm sai lệch trật tự hoạt động của các cơ quan và đó là nguyên nhân gây ra ung thư.